# Mike Enzi
Michael Bradley Enzi (1. února 1944 Bremerton, Washington – 26. července 2021 Loveland, Colorado) byl americký politik za Republikánskou stranu. V letech 1997 až 2021 byl senátorem USA za stát Wyoming.
V letech 1975 až 1983 byl starostou města Gillette. Od roku 1987 do roku 1991 byl členem wyomingské Sněmovny reprezentantů. V roce 1991 se pak stal wyomingským senátorem. Na této pozici působil do roku 1997. V roce 1996 pak byl zvolen členem amerického Senátu poté, co ve volbách porazil se ziskem 54 % hlasů kandidátku Demokratické strany Kathy Karpanovou. Mandát poté obhájil v letech 2002, 2008 i 2014, přičemž ve všech těchto volbách získal přes 70 % hlasů. V roce 2020 již nekandidoval.
Od roku 1969 byl ženatý, měl tři děti. Zemřel v roce 2021 krátce po vážném úrazu na kole.